# Брук-Парк (Огайо)
Брук-Парк (англ. Brook Park) — місто (англ. city) в США, в окрузі Каягога штату Огайо. Населення — 18 595 осіб (2020).

## Географія
Брук-Парк розташований за координатами 41°24′15″ пн. ш. 81°49′13″ зх. д. / 41.40417° пн. ш. 81.82028° зх. д. (41.404238, -81.820412).  За даними Бюро перепису населення США в 2010 році місто мало площу 19,51 км², з яких 19,50 км² — суходіл та 0,01 км² — водойми.

## Демографія
Згідно з переписом 2010 року, у місті мешкало 19 212 осіб у 7799 домогосподарствах у складі 5318 родин. Густота населення становила 985 осіб/км².  Було 8171 помешкання (419/км²).
Расовий склад населення:
| - 92,2 % — білих - 3,2 % — чорних або афроамериканців - 1,6 % — азіатів - 0,2 % — корінних американців |

До двох чи більше рас належало 1,9 %. Частка іспаномовних становила 3,4 % від усіх жителів.
За віковим діапазоном населення розподілялося таким чином: 21,0 % — особи молодші 18 років, 59,2 % — особи у віці 18—64 років, 19,8 % — особи у віці 65 років та старші. Медіана віку мешканця становила 43,8 року. На 100 осіб жіночої статі у місті припадало 92,4 чоловіків;  на 100 жінок у віці від 18 років та старших — 89,8 чоловіків також старших 18 років.
Середній дохід на одне домашнє господарство  становив 56 684 долари США (медіана — 47 906), а середній дохід на одну сім'ю — 66 076 доларів (медіана — 59 304). Медіана доходів становила 43 889 доларів для чоловіків та 36 417 доларів для жінок. За межею бідності перебувало 9,5 % осіб, у тому числі 15,5 % дітей у віці до 18 років та 4,9 % осіб у віці 65 років та старших.
Цивільне працевлаштоване населення становило 8986 осіб. Основні галузі зайнятості: освіта, охорона здоров'я та соціальна допомога — 20,5 %, роздрібна торгівля — 14,1 %, виробництво — 13,9 %.